# Athetis pallidula
Athetis pallidula là một loài bướm đêm trong họ Noctuidae.